# Эттенко, Алексей Михайлович
Алексей Михайлович Эттенко (род. 20 марта 1937, Риддер, Восточно-Казахстанская область) — комбайнер, бригадир совхоза имени 50-летия СССР Советского района, Герой Социалистического Труда (1973).

## Биография
Родился в семье рабочего.
В 1953 году семья переехала в п. Киялы, где А. М. Эттенко поступил в училище механизации. С 1954 года работал механизатором, комбайнером совхоза «Киялинский» (с 1973 года — совхоз имени 50-летия СССР). Неоднократно перевыполнял нормы, в 1971 году награждён орденом Трудового Красного Знамени.
В 1973 году сдал государству 15014 центнеров зерна, заняв 1-е место в области. Указом Президиума Верховного Совета СССР от 10 декабря 1973 года ему было присвоено звание Героя Социалистического Труда.
С 1975 года — бригадир тракторной бригады.
В 1987 году вышел на пенсию.
В 2001 году переехал в Омск. С 2016 года живет в Красноярске.

### Семья
Трое детей.

## Награды
- медаль «Серп и Молот» Героя Социалистического Труда (10.12.1973)
- Орден Ленина (10.12.1973)
- Орден Трудового Красного Знамени (1971)
- медаль «Почётный гражданин Аккайынского района» (20.3.2012)[4]

## Память
В 1974 году решением бюро Северо-Казахстанского обкома партии, облисполкома, президиума облсовпрофа и бюро обкома комсомола учреждено шесть премий имени знатного комбайнера Героя Социалистического Труда Алексея Михайловича Эттенко (по 250 руб.), которые присуждались комбайнерам, намолотившим не менее 15000 центнеров зерна или скосившим и обмолотившим не менее 1300 гектаров зерновых.
С 2012 года в Киялинской средней школе проводятся ежегодные спортивные соревнования в честь Героя Социалистического Труда Алексея Михайловича Эттенко.
В 2013 году в Омске на доме по ул. Лукашевича, где проживает А. М. Эттенко, в его честь установлена мемориальная доска.